# Фарад
Фара́д (русское обозначение: Ф; международное обозначение: F; прежнее название — фара́да) — единица электрической ёмкости в Международной системе единиц (СИ), названная в честь английского физика Майкла Фарадея. 1 фарад равен ёмкости конденсатора, при которой заряд 1 кулон создаёт между его обкладками напряжение 1 вольт:
1 Ф = 1 Кл / 1 В.
Через основные единицы СИ фарад выражается следующим образом:
Ф = А2·с4·кг−1·м−2.
В соответствии с правилами СИ о написании единиц измерения, названных в честь учёных, наименование единицы «фарад» пишется со строчной буквы, а её обозначение — с заглавной (Ф). Такое написание обозначения сохраняется и в обозначениях производных единиц, образованных умножением или делением фарада на другую единицу. Например, обозначение единицы измерения абсолютной диэлектрической проницаемости фарад на метр записывается как Ф/м.
В Международную систему единиц фарад введён решением XI Генеральной конференции по мерам и весам в 1960 году, одновременно с принятием Международной системы в целом.
Фарад — очень большая ёмкость для уединённого проводника: ёмкостью 2 Ф обладал бы уединённый металлический шар, радиус которого равен 13 радиусам Солнца; ёмкость же шара размером с Землю, используемого как уединённый проводник, составляла бы около 710 мкФ (микрофарад).

## Область применения
В фарадах выражают электрическую ёмкость проводников, то есть их способность накапливать электрический заряд. Например, в фарадах (и производных единицах) выражают: ёмкость кабелей, конденсаторов, межэлектродные ёмкости различных приборов. Промышленные конденсаторы имеют номиналы, выражаемые в микро-, нано- и пикофарадах, и выпускаются ёмкостью до 100 Ф; в звуковой аппаратуре используются гибридные конденсаторы ёмкостью до 40 Ф. Ёмкость т. н. ионисторов (суперконденсаторов с двойным электрическим слоем) может достигать многих килофарад.
Не следует путать электрическую ёмкость и электрохимическую ёмкость батареек и аккумуляторов, которая имеет другую природу и выражается в других единицах — ампер-часах (А·ч), соразмерных электрическому заряду (1 А·ч равен 3600 кулонов). Тем не менее аккумуляторы также имеют электрическую ёмкость, которая сравнительно высока: около 3кФ у обычной пальчиковой батарейки

## Эквивалентное представление
Фарад может быть выражен через основные единицы системы СИ как с4⋅А2⋅м−2⋅кг−1. Таким образом, его значение равно:
{\displaystyle {\text{F}}={\frac {\text{C}}{\text{V}}}={\frac {{\text{A}}\cdot {\text{s}}}{\text{V}}}={\frac {\text{J}}{{\text{V}}^{2}}}={\frac {{\text{N}}\cdot {\text{m}}}{{\text{V}}^{2}}}={\frac {{\text{W}}\cdot {\text{s}}}{{\text{V}}^{2}}}={\frac {{\text{C}}^{2}}{\text{J}}}={\frac {{\text{C}}^{2}}{{\text{N}}\cdot {\text{m}}}}={\frac {{\text{C}}^{2}\cdot {\text{s}}^{2}}{{\text{kg}}\cdot {\text{m}}^{2}}}={\frac {{\text{A}}^{2}\cdot {\text{s}}^{4}}{{\text{kg}}\cdot {\text{m}}^{2}}}={\frac {\text{s}}{\Omega }}={\frac {1}{{\text{Hz}}\cdot \Omega }}={\frac {{\text{s}}^{2}}{\text{H}}},}
где F — фарад, C — кулон, V — вольт, A — ампер, s — секунда, J — джоуль, N — ньютон, m — метр, W — ватт, kg — килограмм, Ω — ом, Hz — герц, H — генри.

## Кратные и дольные единицы
Образуются с помощью стандартных приставок СИ.
| Кратные                                                                                                | Кратные     | Кратные     | Кратные     | Дольные  | Дольные     | Дольные     | Дольные     |
| величина                                                                                               | название    | обозначение | обозначение | величина | название    | обозначение | обозначение |
| --- | ----------- | ----------- | ----------- | -------- | ----------- | ----------- | ----------- |
| 101 Ф                                                                                                  | декафарад   | даФ         | daF         | 10−1 Ф   | децифарад   | дФ          | dF          |
| 102 Ф                                                                                                  | гектофарад  | гФ          | hF          | 10−2 Ф   | сантифарад  | сФ          | cF          |
| 103 Ф                                                                                                  | килофарад   | кФ          | kF          | 10−3 Ф   | миллифарад  | мФ          | mF          |
| 106 Ф                                                                                                  | мегафарад   | МФ          | MF          | 10−6 Ф   | микрофарад  | мкФ         | µF          |
| 109 Ф                                                                                                  | гигафарад   | ГФ          | GF          | 10−9 Ф   | нанофарад   | нФ          | nF          |
| 1012 Ф                                                                                                 | терафарад   | ТФ          | TF          | 10−12 Ф  | пикофарад   | пФ          | pF          |
| 1015 Ф                                                                                                 | петафарад   | ПФ          | PF          | 10−15 Ф  | фемтофарад  | фФ          | fF          |
| 1018 Ф                                                                                                 | эксафарад   | ЭФ          | EF          | 10−18 Ф  | аттофарад   | аФ          | aF          |
| 1021 Ф                                                                                                 | зеттафарад  | ЗФ          | ZF          | 10−21 Ф  | зептофарад  | зФ          | zF          |
| 1024 Ф                                                                                                 | йоттафарад  | ИФ          | YF          | 10−24 Ф  | иоктофарад  | иФ          | yF          |
| 1027 Ф                                                                                                 | роннафарад  | РнФ         | RF          | 10−27 Ф  | ронтофарад  | рнФ         | rF          |
| 1030 Ф                                                                                                 | кветтафарад | КвФ         | QF          | 10−30 Ф  | квектофарад | квФ         | qF          |
| рекомендовано к применению применять не рекомендуется не применяются или редко применяются на практике |             |             |             |          |             |             |             |

- Дольную единицу пикофарад до 1967 года называли микромикрофарада (русское обозначение: мкмкФ; международное: µµF)[3].
- На схемах электрических цепей и (часто) в маркировке ранних конденсаторов советского производства целое число (например, «47») означало ёмкость в пикофарадах, а десятичная дробь (например, «10,0» или «0,1») — в микрофарадах; никакие буквенные обозначения единиц измерения ёмкости на схемах не применялись. Позже и до сегодняшних дней: любое число без указания единицы измерения — ёмкость в пикофарадах; с буквой н — в нанофарадах; а с буквами мк — в микрофарадах. Использование других единиц ёмкости на схемах не стандартизовано (как и обозначение номинала на конденсаторах). На малогабаритных конденсаторах используют различного рода сокращения: например, после двух значащих цифр ёмкости в пикофарадах указывают число следующих за ними нулей (таким образом, конденсатор с обозначением «270» имеет номинальную ёмкость 27 пикофарад, а «271» — 270 пикофарад)[источник не указан 4387 дней].
- В текстах на языках, использующих латиницу, очень часто при обозначении микрофарад в тексте заменяют букву µ (мю) на латинскую u («uF» вместо «µF») из-за отсутствия в раскладке клавиатуры греческих букв.

## Связь с единицами измерения в других системах
- Сантиметр (другое название «статфарад», статФ) — единица электрической ёмкости в СГСЭ и в гауссовой системе, ёмкость шара радиусом 1 см в вакууме:
  - 1 статФ ≈ 1,1126... пФ;
  - 1 Фд = 8,9875517873681764×1011 статФд (точно). Коэффициент равен с2×10−5 Ф/см = 100/(4πε0).
- Абфарад — единица электрической ёмкости в СГСМ; очень большая единица: 1 абФ = 109 Ф = 1 ГФ.